# 1,5,9-Cyclododecatrien
1,5,9-Cyclododecatrien (CDT) ist eine chemische Verbindung aus der Gruppe der ungesättigten zyklischen Kohlenwasserstoffe, genauer der Cycloalkene, mit drei Doppelbindungen, die in vier isomeren Formen vorkommt.

## Vorkommen
Cyclododecatrien ist ein Edukt und das Hauptabbauprodukt von Hexabromcyclododecan (HBCDD).

## Gewinnung und Darstellung
Das industriell bedeutsame trans-trans-cis-Isomer (2) kann durch Cyclotrimerisation von 1,3-Butadien (1) mit Titantetrachlorid und dem Organoaluminium-Co-Katalysator Al(C2H5)Cl2-Al(C2H5)2Cl bei Temperaturen von 30–75 °C und einem Druck von 1–10 bar mit einer Gesamtselektivität von über 90 % gewonnen werden.
In Gegenwart von Nickel- oder Chromkatalysatoren führt die Cyclotrimerisation bevorzugt zum 1,5,9-trans-trans-trans-Isomer [(E,E,E)-Isomer].

## Verwendung
Cyclododecatrien wird als Zwischenprodukt bei der Herstellung von chemischen Verbindungen wie Additiven in Baustoffen, Füll- und Dämmstoffen, Harz für Styrol-Butadien-Kautschuk, Schmiermitteln, Duftstoffen, Klebstoffen und als Stabilisatoren und Weichmacher für thermoplastische Polymere verwendet.
So dient sie als Ausgangsstoff für die Herstellung von 1,12-Dodecandisäure (die bei der Produktion von Polyamiden eingesetzt wird) durch Hydrierung zu Cyclododecan (2) gefolgt Oxidation in der Gegenwart von Borsäure. Dabei entstehen ein Alkohol (3a) und ein Keton (3b), welche weiter mit Salpetersäure zu 1,12-Dodecandisäure (4) umgesetzt werden:
Durch die vollständige Bromierung wurde das vor dem Verbot unter dem Stockholmer Übereinkommen als Flammschutzmittel verwendete Hexabromcyclododecan hergestellt.

## Sicherheitshinweise
1,5,9-Cyclododecatrien bildet bei erhöhter Temperatur entzündliche Dampf-Luft-Gemische. Mit den Flammpunkten von 88 °C für ein Isomerengemisch, 81 °C für das (E,E,E)-Isomer und 93 °C für das (E,E,Z)-Isomer gilt die Substanz als schwer entflammbar. Der Explosionsbereich liegt zwischen 1 Vol.‑% als untere Explosionsgrenze (UEG) und 4 Vol.‑% als obere Explosionsgrenze (OEG). Die Zündtemperatur beträgt 244 °C. Der Stoff fällt somit in die Temperaturklasse T3.

## Unfall in der CDT-Produktion in Marl
In Deutschland wird CDT von Evonik Industries im Chemiepark Marl produziert. Am 31. März 2012 entstand in der Anlage ein schwerer Brand, in dessen Folge zwei Arbeiter starben. Als Ursache für den Brand wird Ermittlungen zufolge die Überdosierung eines Katalysators angenommen. Der Ausfall des Werks führte zeitweilig zu Lieferengpässen bei CDT-basierten Produkten, die hauptsächlich die Automobil- und Photovoltaikindustrie betrafen.